# ふくぎんリース
株式会社ふくぎんリースは、福島県福島市に本社を置くリース会社。

## 業務内容
- ファイナンス・リース

- メンテナンス・リース

- オペレーティング・リース

## 事業所所在地
郡山営業所
- 郡山市島1丁目11番13号 福島銀行開成支店2F

会津営業所
- 会津若松市大町1-6-22 福島銀行会津支店3F

いわき営業所
- いわき市平字作町2-8-3 福島銀行平東出張所2F